# Le cose in comune
Le cose in comune è un brano musicale scritto ed interpretato da Daniele Silvestri ed è il secondo singolo estratto dall'album Prima di essere un uomo, secondo lavoro del cantautore romano.
Rispetto a L'uomo col megafono, singolo precedente di Silvestri, questo brano si distingue per la melodia ed il testo molto più "leggeri". Il brano vince la Targa Tenco come miglior brano dell'anno.
Parte di Le cose in comune, cantata dallo stesso Silvestri, appare nel brano Foca, nell'album Che non si sappia in giro di Rocco Papaleo.

## Video musicale
Il video di "Le cose in comune" è stato diretto dal regista Alex Infascelli e vede protagonista Silvestri nel ruolo di uno scienziato, che crea nel proprio laboratorio una donna perfetta, partendo da quello che apparentemente sembra un manichino. Mentre Silvestri lavora, sui monitor all'interno dello studio è possibile vedere frammenti di vari programmi televisivi come Star Trek o Tom & Jerry, alternate al viso di Silvestri che esegue il brano. Il video si conclude con la donna artificiale, che si alza dal proprio lettino e si intrattiene con Silvestri, ballando un lento.

## Cover
Per il programma Radio 2 Social Club lo stesso Silvestri ha riscritto e ricantato i primi versi del brano per utilizzarlo come uno dei jingle del programma stesso.
Al Festival di Sanremo 2021 durante la terza serata dedicata alle cover Francesca Michielin e Fedez l’hanno interpreta all’interno di un medley che include varie canzoni.
Nel 2023 il cantante Alfa produce una sua versione del pezzo intitolato allo stesso modo della canzone originale e che viene contenuto nell'album omonimo